# Mikolas Josef
Mikolas Josef, pseudonimo di Mikoláš Josef Čapoun (Praga, 4 ottobre 1995), è un cantautore ed ex modello ceco.
Ha rappresentato la Repubblica Ceca all'Eurovision Song Contest 2018 con il brano Lie to Me, classificandosi sesto con 281 punti.

## Biografia
Nato a Praga da una famiglia di musicisti, i suoi genitori sono insegnanti d'inglese e si è diplomato alla English International School Prague. Successivamente si è laureato alla London Academy of Music and Dramatic Art con il diploma da attore teatrale.

### Carriera
All'età di 17 anni ha iniziato la sua carriera da modello professionista e ha preso parte a sfilate di moda per marchi di abbigliamento come Diesel e Prada. Tuttavia, in seguito abbandonò a causa della percepita disonestà e superficialità all'interno dell'industria della moda.
Dopo aver terminato la sua carriera da modello, Josef ha deciso di iniziare a perseguire la sua carriera musicale. Ha iniziato come artista di strada e chitarrista folk in diverse città europee come Oslo, Zurigo, Amburgo e Vienna. Nel 2015 rilascia il suo singolo di debutto sotto etichetta indipendente Hands Bloody. L'anno successivo rilascia i singoli Free, che è diventata una hit nel Paese, e Believe (Hey Hey)
.
Nel 2017, gli è stato offerto di rappresentare il proprio Paese all'Eurovision Song Contest 2017 con il brano My Turn, ma rifiutò l'offerta poiché non credeva che la canzone fosse nel suo stile. Nel novembre 2017, Josef ha rilasciato il singolo Lie to Me. Il brano è stato selezionato per competere all'Eurovision Song CZ, il format per la ricerca del rappresentante ceco all'Eurovision Song Contest. Nella serata del 29 gennaio 2018, Josef viene proclamato vincitore del programma, gli concede il diritto di rappresentare la Repubblica Ceca all'Eurovision Song Contest 2018, a Lisbona.
L'artista si è esibito nella prima semifinale della manifestazione, ottenendo la qualificazione alla finale, classificandosi terzo con 232 punti. Durante la serata finale, tenutasi il 12 maggio 2018, Mikolas si è classificato al sesto posto con 281 punti.
A partire da aprile 2018, Josef firma due contratti discografici con la Sony Music e con la RCA Records. Nel 2019 pubblica i singoli Abu Dhabi e Acapella, ottenendo un buon successo commerciale in patria: in particolare quest'ultima raggiunge la vetta della classifica nazionale. Nei mesi successivi intraprende un tour da headliner. Il 22 marzo 2024 pubblica il suo primo album in studio, One

## Vita privata
Ha iniziato a suonare la chitarra da quando aveva cinque anni e ha un fratello di nome Petr. Josef è mezzo moravo ed è cresciuto in un piccolo villaggio nel centro della Boemia.

## Discografia

### Album
- 2024 – One

### Singoli

#### Come artista principale
- 2015 – Hands Bloody
- 2016 – Free
- 2016 – Believe (Hey Hey)
- 2017 – Lie to Me
- 2018 – Me Gusta
- 2019 – Abu Dhabi
- 2019 – Acapella (feat. Fito Blanko e Frankie J)
- 2019 – Colorado
- 2020 – Lalalalalalalalalala
- 2023 – Boys Don't Cry
- 2023 – Delilah (con Mark Neve)
- 2023 – Never Get Over You
- 2024 – Diamonds

#### Come artista ospite
- 2019 – Used to This (Lukas Rieger feat. Mikolas Josef)